# Biloculina
Biloculina es un género de foraminífero bentónico considerado un sinónimo posterior de Pyrgo de la subfamilia Miliolinellinae, de la familia Hauerinidae, de la superfamilia Milioloidea, del suborden Miliolina y del orden Miliolida. Su especie tipo era Biloculina bulloides. Su rango cronoestratigráfico abarcaba desde el Priaboniense (Eoceno superior) hasta la Actualidad.

## Clasificación
Se han descrito numerosas especies de Biloculina. Entre las especies más interesantes o más conocidas destacan:
- Biloculina bulloides
- Biloculina globulus
- Biloculina inflata
- Biloculina labiata

Un listado completo de las especies descritas en el género Biloculina puede verse en el siguiente anexo.